# Día Mundial de la Lengua Portuguesa
El Día Mundial de la Lengua Portuguesa es una jornada que se celebra anualmente el 5 de mayo desde 2009, establecida por la UNESCO el 25 de noviembre de 2019.

## Proclamación
El Día Mundial de la Lengua Portuguesa fue proclamado por la Comunidad de Países de Lengua Portuguesa (CPLP) el 20 de julio de 2009, durante la XIV Reunión Ordinaria del Consejo de Ministros en la ciudad de Praia, Cabo Verde. El objetivo era promover y celebrar la riqueza cultural de la lengua portuguesa, que une a varios países a través de una identidad compartida. A pesar de que esta lengua no es oficial en Naciones Unidas esta fecha ganó reconocimiento mundial cuando la UNESCO la oficializó el 25 de noviembre de 2019, destacando la importancia global del portugués.

## Celebración
Se celebra cada año el 5 de mayo desde 2009, coincidiendo con la fecha de la primera Reunión de Ministros de Cultura de la CPLP. Las celebraciones incluyen actividades como conciertos, lecturas de obras literarias, conferencias y exposiciones, reflejando la diversidad y la riqueza cultural de los países lusófonos. Desde su establecimiento, el día ha servido para reforzar el valor internacional del portugués y su contribución a la cultura mundial.